# كلية عمان الجامعية للعلوم المالية والإدارية
كلية عمان الجامعية للعلوم المالية والإدارية هي إحدى كليات جامعة البلقاء التطبيقية. تم تأسيسها في عام 1951 باسم دار المعلمين كمعهد لتعليم العلوم المالية والإدارية، وفي عام 1997 تم ضمها لجامعة البلقاء التطبيقية وسميت بكلية عمان الجامعية للعلوم المالية والإدارية.
وفي عام 2017 تم نقلها من مقرها في جبل الحسين إلى منطقة شفا بدران/مرج الفرس.

## تاريخ إنشاء الكلية

صور لكلية عمان الجامعية

وهي من أقدم المعاهد العلمية وأعرقها في المملكة الأردنية الهاشمية حيث أُسست الكلية عام 1951م باسم دار المعلمين التي كانت تتبع وزارة التربية والتعليم، وفي عام 1965م تم تغيير مسمى الكلية إلى معهد المعلمين وبقيت حتى عام 1981م حيث تم تغيير مسماها إلى كلية مجتمع عمان، وفي عام 1997م ضُمت إلى جامعة البلقاء التطبيقية حيث أصبحت تُعرف باسم كلية عمان الجامعية للعلوم المالية والإدارية.
وكانت تقع كلية عمان الجامعية في وسط العاصمة عمان على هضبة المنطقة الشرقية من منحدرات جبل الحسين حيث تبعد عشرات الأمتار عن جبل القلعة ومئات الأمتار عن وسط العاصمة حاليا. أما الموقع الحالي فتم نقلها لمنطقة شفا بدران/مرج الفرس.
وتبلغ المساحة الاجمالية لأرض الكلية 19 دونم و981 مترا مربعا وتشكل مساحة المباني ما يقارب 2100 مترا مربعا.

## الدرجات العلمية التي تمنحها الجامعة

### الماجستير

#### إدارة الأعمال
ماجستير إدارة الأعمال (بالإنجليزية: MBA)‏ أو Master of Business Administration ويهدف MBA إلى منح الدارسين القدرة على فهم أساسيات إدارة الأعمال فيما عدا الجانب الفنى (أي أن الكورس يمنح الدارس ماجستير إدارة بغض النظر عن المجال الذي سيعمل فيه فمثلا يمكن للحاصل على بكالوريس الهندسة أن يحصل على ماجستير في إدارة أعمال).
وتشتمل الدراسة عادة على دراسة مجموعة من المواد الأساسية واختيار بعض المواد الاختيارية. والمواد الأساسية تغطي الأدوات التي يحتاجها المدير في أي قطاع من قطاعات العمل، أما المواد الاختيارية فتغطي تفاصيل خاصة بأحد قطاعات العمل (عمليات، تسويق، تخطيط استراتيجي، تمويل، موارد بشرية، صناعات صغيرة) 

#### إدارة أعمال مسار الأعمال الإلكترونية
ماجستير في الأعمال الإلكترونية هو برنامج فريد من نوعه متعدد التخصصات الذي يعطي الخريجين طموح المهارات والمعارف اللازمة لتحقيق أقصى قدر من إمكانات تقنيات الإنترنت، والوسائط المتعددة الرقمية لتشكيل الابتكار في مجال الأعمال التجارية. وتوفير متساو من الأعمال والتكنولوجيا، وهذا ماجستير يمنحك فهم شامل من كل من المناطق وحدات البرنامج تغطي مجموعة واسعة من المواضيع -بما في ذلك- تخطيط الأعمال، والتمويل، وتنظيم المشاريع، التسويق الإلكتروني، وإدارة سلسلة التوريد، وتقنيات الإنترنت وتكنولوجيا المعلومات الهندسة المعمارية، والشبكات المتطورة وأمن النظام.

#### إدارة أعمال مسار نظم المعلومات الإدارية
ماجستير في إدارة المعلومات نظام، المعروف أيضا باسم ماجستير العلوم في إدارة المعلومات نظام هو على درجة الماجستير المهنية في إدارة نظم المعلومات من المنظمات. وكما هو معروف درجة كما ماجستير العلوم في إدارة المعلومات أو ماجستير في نظم المعلومات مع منهج مماثل.
من خلال دراسة المواضيع المتنوعة التي تؤثر على عمل نظام المعلومات داخل المنظمات، تحاول درجة معلومات نظام إدارة لتزويد المتلقين لإدارة ونشر على نحو فعال في نظام الكمبيوتر في تغيير عصر المعلومات.

### البكالوريس

#### نظم المعلومات الإدارية

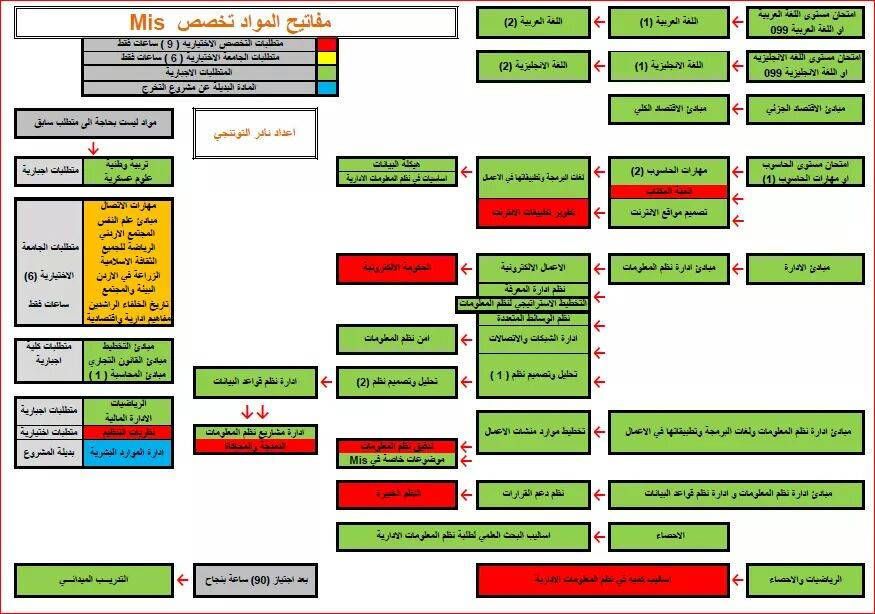

Management Information System (بالإنجليزية: MIS)‏
الرؤيا
سعى قسم نظم المعلومات الإدارية إلى تطبيق مبدأ الإدارة الحديثة من خلال توظيف نظم معلومات في المجالات الوظائفية المتعددة المكونة لبيئة الأعمال التجارية أو غير التجارية (الحكومة الإلكترونية وتطبيقاتها). ويركز القسم على مبدأ الدمج ما بين الجانب النظري والجانب العملي في المنهاج المقرر لتخصص نظم المعلومات الإدارية بالإضافة إلى توفير بيئة بحثية تطبيقية من اجل المساهمة في محاكاة الطالب لدوره في سوق العمل قبل دخوله بالشكل الفعلي. وقام القسم بتوفير كادر أكاديمي متخصص يتميز بالكفاءة العلمية والعملية والبحثية بحيث يساهم ذلك في رفع كفاءة الخريجين ورفد سوق العمل بكفاءات تستطيع القيام بواجباتها وابتكار كل ما هو جديد لخدمة المجتمع. تعد نظم المعلومات الإدارية من الأصول الأساسية للمنشآت في العالم المتقدم، وأصبحت تؤدي دورا مميزا في تهيئة الأقسام الإدارية بفعالية وكفاءة لتحقيق الأهداف البعيدة المدى، وعليه أصبحت نظم المعلومات الإدارية العمود الفقري للمنشآت، فهي توفر الجانبين الإداري والتقني في آن واحد.
الهدف من التخصص
وتخصص نظم المعلومات الإدارية يعمل على تخطيط وتطوير بنى النظم بالمؤسسات، مما يوفر المعلومات المناسبة وبالصورة المناسبة لمختلف المستويات الإدارية، وذلك لدعم جميع المهام والوظائف الإدارية، بالإضافة إلى تحسين وتطوير حركة الإتصال وتدفق المعلومات بين جميع المستويات الإدارية في المنشأة. ويهدف قسم نظم المعلومات الإدارية إلى إعداد وتأهيل الكفاءات القادرة على توظيف التقنية في المنشآت، وتزويد الطلبة بالخبرات الأساسية في نظم المعلومات الإدارية والحاسوب، إضافة إلى عدد من المفاهيم والمهارات في مجال الإدارة والتطبيقات التجارية والمحاسبية والمالية والتسويق وفن التخاطب والاتصال.
رسالة القسم 
- يتطلع قسم نظم المعلومات الإدارية إلي إكساب الطالب كافة المهارات والمعارف في مجال نظم معلومات وتطبيقاتها وذلك من خلال:
- توفير بيئة اكاديمية خصبة ومتعددة المعارف تدعم معرفة الطالب وتطور اسلوبه في التفكير العلمي الناقد.
- تدريب الطالب على استخدام الأسلوب العلمي لحل المشكلات واتخاذ القرارات بالإضافة لمهارات الاتصال والتواصل بالمجتمع وكيفية التفاعل الإيجابي مع بيئة العمل.
- توفير بيئة جامعية تعزز مبدأ القيم الأخلاقية الايجابية الرفيعة وتدعم شعور الطالب بالمسؤولية الشخصية والانضباط الذاتي والثقة بالنفس.
- تطوير المقررات الدراسية لخطة التخصص من أجل مواكبة كل ما هو جديد في عالم نظم معلومات واحتياجات السوق منها.
- دعم الكادر التدريسي بكل ما يحتاجه من أجل الارتقاء بالمستوى الأكاديمي لمنتسبي القسم من الأكاديميين بالإضافة إلى استقطاب كل الكفاءات المتميزة في هذا المجال.
- تبني مبدأ البحوث التطبيقية ومواكبة كل المستجدات في نظم المعلومات التطبيقية.

#### نظم معلومات محاسبية

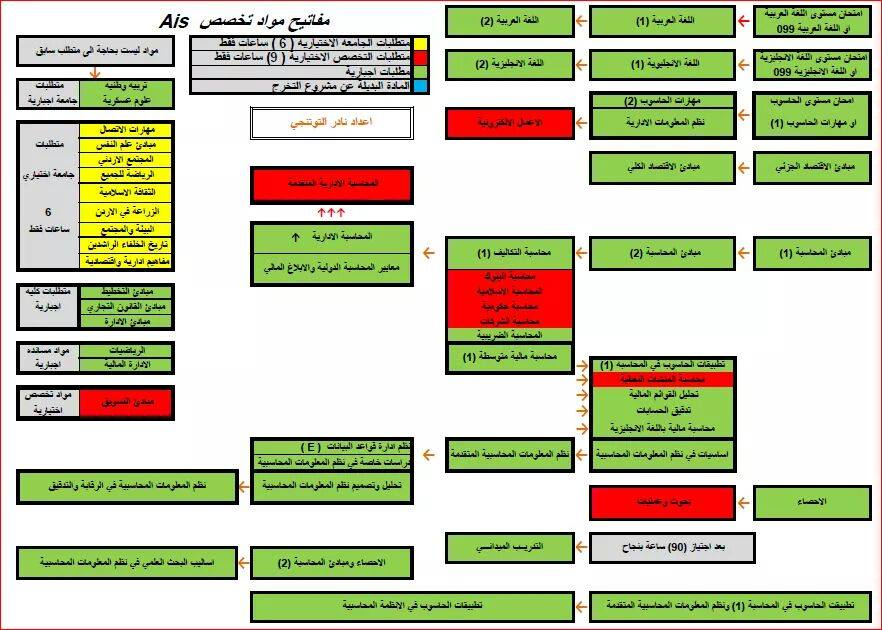

وهذا التخصص يجمع ما بين المحاسبة والأنظمة والبرامج المستخدمة في أقسام المحاسبة في سوق العمل وبالتالي أصبح خريجي هذا التخصص شاملين من ناحية علمية وتقنية أيضآ كما انه ليس من التخصصات المنتشرة أو المعتادة الموجودة في كل الجامعات الحكومية وإن وجدت يكون مستحدث أما كلية عمان الجامعية فهي من أقدم الكليات المعنية بالعلوم المالية المتبنية لهذا التخصص كما وأنها توفر كادر خاص بهذا التخصص ومن اكفئ الدكاترة القادرين على لم شمل مواد التخصص بالإضافة أنها زادت من القيمة العلمية لطلابها بحيث أصبح هناك الكثير من المواد باللغة الإنجليزية التابعة لهذا التخصص بحيث زادت من قدراتهم على مواكبة سوق العمل وبجدارة وكفاءة.
كما وأنه من الميزات الجديدة التي أضافتها الهيئة التدريسية لهذا التخصص أن خطة المواد الدراسية أصبحت شاملة بعض المواد من كل تخصصات الكلية إضافة إلى المهارات الحاسوبية في هذا المجال والتي من شأنها أن تضيف مهارة وخبرة في جميع اقسام العمل في السوق.

#### محاسبة

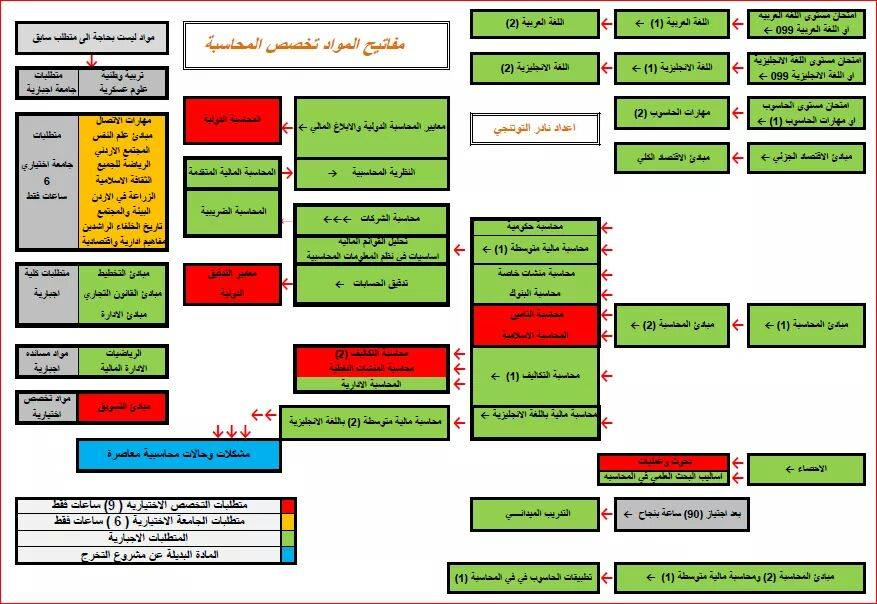

قدم قسم المحاسبة خطة دراسية متكاملة من (132) ساعة معتمدة تتضمن مواداً في مجالات متنوعة على مستوى الجامعة والكلية والقسم، وتهدف إلى تزويد الطلبة بالمعارف والمهارات والخبرات اللازمة لتمكينهم من الدخول إلى سوق العمل في مواقع إدارية متنوعة في مختلف مؤسسات القطاعين العام والخاص وفي مجالات التدريب والاستشارات وتدقيق الحسابات، واستكمال دراستهم الأكاديمية والمهنية بنجاح وتفوق. تركز الخطة الجديدة التي اعتمدها القسم منذ عام 2011 على رفع مهارات الطالب في مجالات المحاسبة باستخدام الحاسوب واللغة الإنجليزية والبحث العلمي، حيث يتم تدريس العديد من مواد القسم باللغة الإنجليزية وفي مختبرات الحاسوب وباستخدام برامج محاسبية متخصصة.
القسم لديه خطة إستراتيجية لفتح تخصص ماجستير في المحاسبة، حيث تم إنشاء لجنة خاصة لدراسة هذه الاستراتيجية. من المتوقع استقبال الفوج الأول العام الدراسي 2013\2014.
الرؤيا
أن نكون الخيار المفضل في تعليم المحاسبة والبحث العلمي للطلبة وأعضاء الهيئة التدريسية في الأردن والمنطقة.
الرسالة
توفير التعليم المحاسبي المتميز للطلاب والذي يمكنهم من المنافسة بنجاح في السوق ومتابعة دراستهم العليا، وتوفير البيئة الملائمة المحفزة للبحث العلمي في مجال المحاسبة.
الأهداف
- تزويد الطلبة بالفهم اللازم للمحاسبة من النواحي النظرية والتطبيقية.
- إعداد الطلبة للعمل في مجالات الأعمال المختلفة.
- إعداد الطلبة لمتابعة دراساتهم العليا.
- تطوير مهارات التعليم المستمر وخدمة المجتمع لدى الطلبة.
- تطوير البحث العلمي في مجال المحاسبة لدى كل من لطلبة وأعضاء الهيئة التدريسية.
- خدمة المجتمع المحلي.

#### إدارة الأعمال
الرؤيا

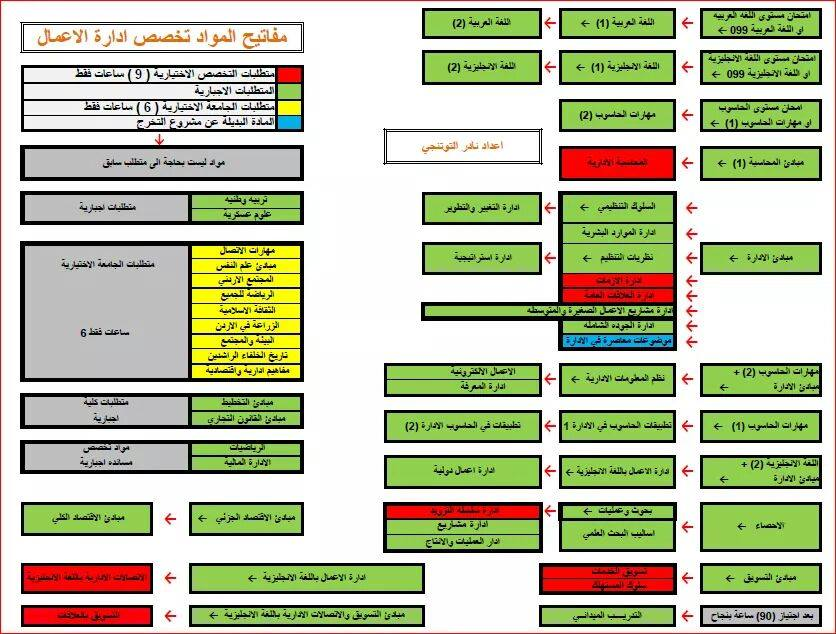

يتطلع قسم إدارة الأعمال لأن يكون رائداً في مجال التعليم، والبحث العلمي، وخدمة المجتمع بما يتوافق مع رؤية الجامعة، وبما يتناسب مع احتياجات سوق العمل في الأردن والمنطقة.
الرسالة
يسعى القسم إلى توفير بيئة علمية ومهنية بجودة عالية في تخصصاته، وذلك من خلال استقطاب أعلى الكفاءات في مجالات التعليم والتدريب والاستشارة والبحث العلمي، بالشكل الذي يؤدي إلى تأهيل خريجين على مستوى عال من التخصص والمهنية، والتميز بالمعرفة والمهارات الأساسية التي تمكنهم من الحصول على فرصهم بسوق العمل بجداره واستحقاق.
الأهداف
- تزويد الطلبة بالفهم اللازم لأدارة الأعمال من النواحي النظرية والتطبيقية.
- إعداد الطلبة لمتابعة دراساتهم العليا.
- تأهيل وتطوير خريجي القسم وتزويدهم بالمهارات والمعارف الأساسية التي تمكنهم من مزاولة حياتهم المهنية بأعلى مستويات الاحترافية.
- تبني مبدأ الجودة في تعزيز المعرفة الأساسية للطلاب بمجال إدارة الأعمال.

#### علوم مالية ومصرفية

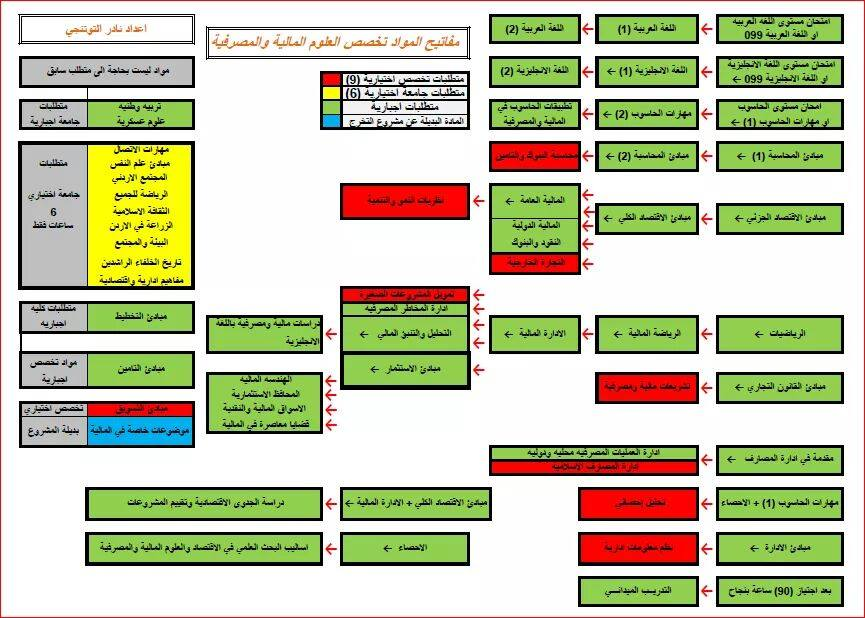

يعتبر هذا المجال أحد أهم علوم الاقتصاد الحديثة، فهو يختص بالإدارة المالية والمالية الدولية وأعمال المصارف والتمويل.
علوم المالية والمصرفية هو تخصص من تخصصات إدارة الأعمال، والطالب الذي يدرس هذا التخصص يكون متمكنا من جانبين:
الجانب الأول: الحصول على المعرفة العامة بما يخص أمور المحاسبة وإدارة الأعمال.
الجانب الثاني: الحصول على المعرفة العميقة بما يخص عمليات الاستثمار والعمل المصرفي بالإضافة إلى تمكنه من القيام بالعمليات الحسابية المعقدة الخاصة بعمليات الاستثمار والتداول بالأسهم والأوراق المالية، كما يكون الدارس لهذا التخصص قادرا بشكل مبدئي على التعامل مع المشتقات المالية (المستقبليات، الخيارات، وغيرها)، كما يكون ملما بشكل بسيط بعملية الهندسة المالية والخاصة بعمليات بناء أدوات مالية جديدة وتحسينها، ويلم أيضا بالأسواق المالية وكيفية عملها، وارتباطاتها وتأثيرها.

## رؤيا الكلية
إن كلية عمان الجامعية للعلوم المالية والإدارية تتطلع لتحقيق مركزا متميزا في مجال التعليم التقني والمهني والبحث العلمي، وبالتالي ستكون قادرة للاضطلاع بمهمتها في تخريج كوادر مدربة ومؤهلة لتلبية احتياجات السوق المحلي والإقليمي، وتسعى الكلية لتوفير التعليم على مستوى عالمي، ونشر المعرفة بالإضافة إلى إعداد المثقف والمستنير وإعداد الموارد البشرية المؤهلة من أجل تحقيق احتياجات المجتمع التنموية.

## أهداف الكلية
- تغطية حاجة السوق للكوادر الفنية المؤهلة.
- خدمة المجتمع المحلي.
- تطوير الخطط الدراسية للتخصصات الاكاديمية (البكالوريوس) وتحويلها إلى خطط عملية تطبيقية ومهنية بقصد فتح المجال للعمل بمهنية عالية امام خريجيها.
- تعديل الخطة الدراسية لبرنامج إدارة الأعمال/ماجستير والعمل على اعتماد برنامج جديدين للدراسات العليا في إدارة الموارد البشرية.
- تطوير مختبرات الحاسوب الموجودة وتزويدها بأجهزه حاسوب جديده ومتطوره بما يتلائم مع أعداد الطلبة المسجليين في الكلية.
- تتطلع الكلية لاستقطاب طلبه من الدول العربية المجاورة.
- تطوير وتحديث قسم التخطيط والتطوير والجودة ليعمل على تحديث الخطط الدراسية لمختلف التخصصات وليشرف على تدريب متكامل لأعضاء هيئة التدريس والإداريين ليكونوا ذو جاهزية عالية للقيام بالدور المطلوب منهم.
- ابتعاث أعضاء هيئة التدريس للحصول على درجة الدكتوراة.
- تحفيز أعضاء هيئة التدريس للبحث العلمي والمشاركة في المؤتمرات الوطنية والدولية.
- تمكين الطلبة من الحصول على المهارات العملية اللازمة في التدريب الميداني بشتى الحقول التخصصية للكلية وإكسابهم الخبرات التعليمية بمجالات تخصصهم وحثهم باستمرار وتدريبهم للعمل بروح الفريق الواحد.
- إقامة الندوات والمحاضرات وورش العمل والدورات التدريبية إسهامهاً في خدمة المجتمع المحلي.
- الاتصال بالمؤسسات والدوائر ذات العلاقة والتنسيق معها والوقوف على حاجاتها.

## إنجازات الكلية ونشاطاتها والتطلعات المستقبلية
- إنشاء قاعة اجتماعات كبيرة تصلح لعقد اجتماعات مجلس الكلية ولجانها مجهزة بكافة وأحدث الوسائل.
- إنشاء مسرح حديث للكلية مجهز بأحدث الوسائل الصوتية والمرئية المتقدمة والمتطورة.
- حوسبة جميع الاقسام الادارية مثل: الديوان، شؤون العاملين، المحاسبة، التسجيل، المكتبة.
- العمل على تطوير قاعة تحكم للبيانات (السيرفر SERVER).
- تحديث مباني الكلية وساحاتها ومرافقها المختلفة وصيانتها.
- تطوير الخطط الدراسية للتخصصات الاكاديمية (البكالوريوس) وتحويلها إلى خطط عملية تطبيقية ومهنية بقصد فتح المجال للعمل بمهنية عالية امام خريجيها.
- تعديل الخطة الدراسية لبرنامج إدارة الأعمال/ماجستير والعمل على اعتماد برنامجين جديدين للدراسات العليا في إدارة الموارد البشرية وفي العلاقات الدولية والدراسات الدبلوماسية.
- تطوير مختبرات الحاسوب الموجودة وتزويدها ب (132) جهاز حاسوب جديد ومتطور مجهزة بالبرامج الحاسوبية الجديدة والمتطورة لتتلائم مع متطلبات سوق العمل المحلي والعربي، وتوظيف مشرفي مختبرات متخصصون ذو درجات علمية متقدمة لخدمة طلبتها الذين يتزايد عددهم سنويا. ولرفد الأردن والدول العربية المجاورة بقوى عمل متعلمة ومؤهلة.
- تعتبر الكلية أكثر الكليات الجامعية التي تعقد دورات تدريبية متخصصة لطلبتها وأبناء المجتمع المحلي مع امتداد دوراتها لتشمل الدول المجاورة من خلال تدريب موظفي وزارة النفط وشركات البترول العراقية.10. تتطلع الكلية لاستقطاب طلاب وطالبات من الدول العربية المجاورة.
- تطوير وتحديث قسم التخطيط والتطوير والجودة ليعمل على تحديث الخطط الدراسية لمختلف التخصصات وليشرف على تدريب متكامل لأساتذتها وإدارييها ليكونوا ذو جاهزية عالية للقيام بالدور المطلوب منهم في مجال التخطيط والاستشارات والدراسات والدورات، وكذلك الإشراف والمتابعة على تدريب الطلبة قبل تخرجهم لدى المؤسسات والشركات ذات الاختصاص والسمعة الطيبة وتقديم التوعية المستمرة للطلبة لتحمل المسؤولية والالتزام بأخلاقيات وآداب وقواعد المهنة مستقبلا ومتابعة الخريجين في مواقع العمل المختلفة.
- عمل معرض سنوي للوظائف داخل حرم الكلية وذلك بالاشتراك مع وزارة العمل حيث تم افتتاح (معرض التوظيف والتشغيل الوطني الأول) في شهر ايار 2009 الذي قام بتشغيل العشرات من خريجي الكلية وأبناء المجتمع المحلي.
- إنشاء مبنى العيادة الطلابية لتقديم كافة الخدمات الطبية اللازمة للطلبة وفق احدث المعايير والأجهزة الطبية المتخصصة.[6]

### المقر القديم

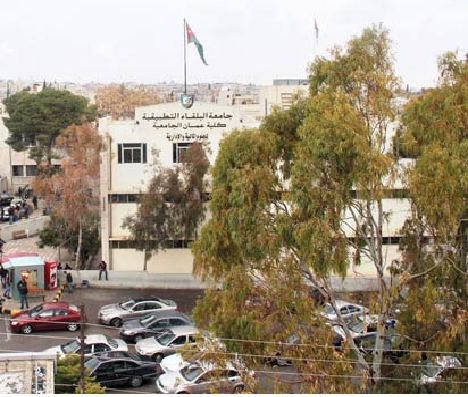
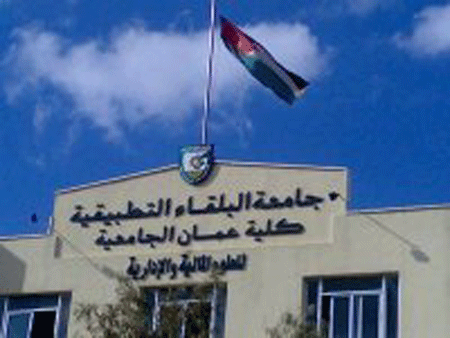
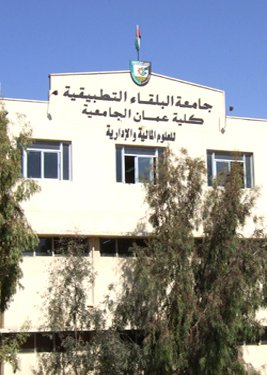

### المقر الحالي

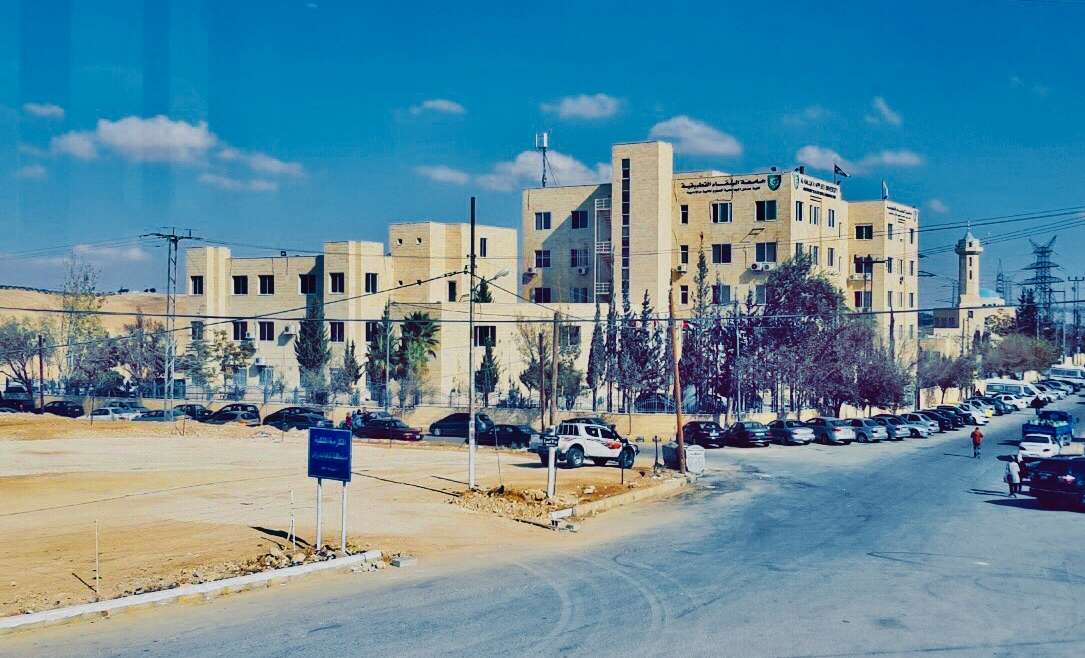